# Campeonato Argentino de Voleibol Masculino
O Campeonato Argentino de Voleibol Masculino é a principal competição de clubes de voleibol masculino da Argentina. Trata-se de uma das principais ligas nacionais da América. O torneio é organizado pela Associação de Clubes da Liga Argentina de Voleibol (ACLAV), órgão filiado à Federação de Voleibol Argentino (FeVA) e classifica seu campeão ao Campeonato Sul-Americano de Clubes.

## Edição atual
Equipes que disputam a temporada 2023–24:
| Equipe                  | Cidade               | Última participação | Temporada 2022–23       |
| ----------------------- | -------------------- | ------------------- | ----------------------- |
| Ciudad Vóley            | Buenos Aires         | 2022–23             | Campeão                 |
| Monteros Vóley Club     | Monteros             | 2022–23             | 3.º                     |
| Obras de San Juan       | San Juan             | 2022–23             | 10.º                    |
| River Plate             | Buenos Aires         | 2022–23             | 7.º                     |
| UPCN San Juan Vóley     | San Juan             | 2022–23             | Vice-campeão            |
| Defensores de Banfield  | Lomas de Zamora      | 2022–23             | 6.º                     |
| Mutual Policial Formosa | Formosa              | 2022–23             | 4.º                     |
| San Lorenzo             | Buenos Aires         | 2022–23             | 9.º                     |
| Once Unidos             | Mar del Plata        | 2022–23             | 8.º                     |
| Tucumán de Gimnasia     | São Miguel de Tucumã | Estreante           | Vice-campeão da Liga A2 |
| Boca Juniors            | Buenos Aires         | 2014–15             | Sétimo lugar da Liga A2 |